# Stuck with U
"Stuck with U" é uma canção gravada da artista musical norte-americana Ariana Grande e do artista musical canadense Justin Bieber. Foi lançada como single em 8 de maio de 2020.

## Antecedentes e causas
Em 30 de abril de 2020, Bieber twittou "Anúncio especial amanhã às 10h pst ...". Algum tempo depois, Grande entrou no tweet dizendo "see u there everybody 🖤" no dia seguinte, os artistas foram às suas redes sociais para anunciar o lançamento da música para  8 de maio de 2020. Todos os lucros da faixa serão doado para a "First Children's Responders Foundation". O dinheiro financeira bolsas de estudos para filhos de trabalhadores da linha de frente cujas vidas foram afetadas pela pandemia de COVID-19.

## Videoclipe
O videoclipe que acompanha foi lançado em 8 de maio de 2020, juntamente com o lançamento oficial da música. Consiste em clipes enviados por jovens fãs que compareceram ao baile em 2020, mas não podem fazê-lo devido à pandemia do COVID-19, além de pessoas que ficam presas dentro de casa gastando tempo com seus entes queridos. O vídeo foi dirigido por Rory Kramer, Alfredo Flores, Grande, Bieber e Braun.Também apresenta vídeos de celebridades como Kendall e Kylie Jenner, Demi Lovato, 2 Chainz, Stephen e Ayesha Curry, Gwyneth Paltrow, Chance the Rapper, Kate Hudson, Lil Dicky, Chance the Rapper, Sheel Mohnot, Michael Bublé, Jaden Smith, Ashton Kutcher e Mila Kunis, além de Bieber com sua esposa Hailey Baldwin. Grande usou o vídeo para revelar seu novo relacionamento. Ela foi flagrada abraçando um homem no final do vídeo e, alguns segundos depois, o homem revelou ser Dalton Gomez, um agente imobiliário.

## Desempenho nas tabelas musicas
| Tabela musical (2020)                      | Melhor posição |
| ------------------------------------------ | -------------- |
| Austrália (ARIA)                           | 3              |
| Áustria (Ö3 Austria Top 40)                | 8              |
| Bélgica (Ultratop 50 de Flandres)          | 16             |
| Bélgica (Ultratip da Valônia)              | 8              |
| Canadá (Canadian Hot 100)                  | 1              |
| Canadá (Billboard CHR/Top 40)              | 33             |
| Croácia (HRT)                              | 24             |
| República Tcheca (Singles Digitál Top 100) | 6              |
| Dinamarca (Tracklisten)                    | 5              |
| Finlândia (Suomen virallinen lista)        | 12             |
| França (SNEP)                              | 29             |
| Alemanha (Media Control AG)                | 19             |
| Grécia (IFPI)                              | 8              |
| Hungria (Stream Top 40)                    | 5              |
| Irlanda (IRMA)                             | 2              |
| Itália (FIMI)                              | 23             |
| Japão (Japan Hot 100)                      | 29             |
| Lituânia (AGATA)                           | 5              |
| Malásia (RIM)                              | 1              |
| Países Baixos (Dutch Top 40)               | 8              |
| Países Baixos (Mega Single Top 100)        | 3              |
| Nova Zelândia (RMNZ)                       | 1              |
| Noruega (VG-lista)                         | 4              |
| Escócia (Official Charts Company)          | 2              |
| Singapura (RIAS)                           | 2              |
| Coreia do Sul (Gaon)                       | 58             |
| Espanha (PROMUSICAE)                       | 34             |
| Suécia (Sverigetopplistan)                 | 8              |
| Suíça (Schweizer Hitparade)                | 7              |
| Reino Unido (UK Singles Chart)             | 4              |
| Estados Unidos (Billboard Hot 100)         | 1              |
| Estados Unidos (Billboard Adult Pop Songs) | 17             |
| Estados Unidos (Billboard Rhythmic)        | 31             |

## Históricos de lançamentos
| Região         | Data               | Formato                    | Gravadora             | Ref.   |
| -------------- | ------------------ | -------------------------- | --------------------- | ------ |
| Várias         | 8 de maio de 2020  | Download digital streaming | Def Jam Republic RBMG | [ 48 ] |
| Austrália      | 8 de maio de 2020  | Rádios mainstream          | Universal             | [ 49 ] |
| Reino Unido    | 8 de maio de 2020  | Rádios mainstream          | Universal             | [ 50 ] |
| Estados Unidos | 12 de maio de 2020 | Rádios mainstream          | Def Jam Republic      | [ 51 ] |
| Estados Unidos | 12 de maio de 2020 | Rádios hot AC              | Def Jam Republic      | [ 52 ] |
| Estados Unidos | 12 de maio de 2020 | Rádios rhythmic            | Def Jam Republic      | [ 53 ] |